# Mauro Silva
Pour les articles homonymes, voir Silva et Gomes.
Pour le footballeur né en 1990, voir Mauro (football).
Mauro da Silva Gomes, plus connu sous le nom Mauro Silva, né le 12 janvier 1968 à São Bernardo do Campo, est un footballeur brésilien.
Mauro Silva réalise l'essentiel de sa carrière de joueur comme milieu de terrain défensif, au Deportivo La Corogne en Espagne. Sélectionné pendant dix ans en équipe du Brésil, il remporte notamment la Coupe du monde en 1994 et la Copa América en 1997.

## Biographie
Mauro Silva naît à São Bernardo do Campo, dans l'État de São Paulo. Il commence sa carrière au Guarani Futebol Clube et rejoint en 1990 le Clube Atlético Bragantino, où il évolue trois saisons en première division brésilienne. Il y remporte le championnat de São Paulo en 1990, à la barbe des géants de la ville (Corinthians, São Paulo FC, Santos, etc.) et à titre individuel le « ballon d'or brésilien », récompensant le meilleur joueur du championnat brésilien, en 1991 et le « ballon d'argent » l'année suivante. Il fait ses débuts en équipe nationale en mars 1991, et dispute pendant l'été la Copa América au Chili, dont les Brésiliens terminent 2es derrière l'Argentine. En avril 1992 face à l'Uruguay, il est capitaine de la sélection après le remplacement de Júnior.
À l'été 1992 il est recruté pour 250 millions de pesetas (équivalents à environ 2,77 millions d'euros de 2014) par le Deportivo La Corogne, en Espagne, en même temps que son compatriote et coéquipier en sélection Bebeto. Il y devient un titulaire incontournable grâce à son endurance, ses talents de récupérateur et de meneur d'homme. En 1994, le Deportivo, en tête du championnat la majeure partie de la saison, termine avec le même nombre de points que le FC Barcelone, qui l'emporte au bénéfice des confrontations directes.
Mauro Silva reste titulaire en sélection, même s'il manque la Copa América 1993, pratiquement réservée aux joueurs évoluant au Brésil. Il participe aux matchs de tours préliminaires à la Coupe du monde 1994, notamment à la victoire décisive face à l'Uruguay en septembre 1993, et participe en titulaire à la Coupe du monde aux États-Unis, composant avec Dunga la paire de milieux défensifs d'une équipe brésilienne particulièrement solide. Il dispute tous les matchs en titulaire, n'étant remplacé qu'une seule fois en cours de match face à la Suède, et remporte avec ses compatriotes un tournoi que le Brésil n'avait remporté depuis 1970.
De retour à la Corogne, il connaît une année très difficile, au cours de laquelle les blessures l'écartent durablement des terrains. Son club remporte en 1995 le premier titre national de son histoire, la Coupe d'Espagne (Copa del Rey), puis la Supercopa, sans qu'il ne puisse jouer. Il retrouve progressivement les terrains lors de la saison 1995-1996, en club puis en sélection. En 1997, il dispute avec le Brésil le Tournoi de France puis remporte en Bolivie la Copa América, dont il joue la plupart des matchs, en notamment la finale contre la sélection hôte, comme remplaçant. En septembre 1997 face à l’Équateur, il est capitaine en l'absence de Dunga. Il est sélectionné pour la Gold Cup 1998, à laquelle le Brésil, invité, termine à une peu glorieuse 3e place, et disparaît ensuite du groupe, quelques mois avant la Coupe du monde en France. Il fait une 59e et dernière apparition (60e en comptant un match non officiel) avec le Brésil en septembre 2001 face à l'Argentine,.
À la Corogne, Mauro Silva reste un titulaire inamovible. En 2000, le club galicien remporte le championnat d'Espagne pour la première fois de son histoire, devant notamment les finalistes de la Ligue des champions, le Real Madrid et Valence. Les cinq saisons suivantes, l'équipe participe à la Ligue des champions, dont elle atteint les demi-finales en 2004. Mauro Silva remporte la Coupe d'Espagne en 2002, cette fois comme titulaire, et la Supercoupe, en 2000 et 2002. 
En 2005, à 37 ans, Mauro Silva met fin à sa carrière, en même temps qu'un autre joueur emblématique du club, le milieu de terrain Fran. Il aura joué avec le Deportivo 457 matchs toutes compétitions confondues, dont 369 en championnat (un but).

## Palmarès
Équipe du Brésil
- Vainqueur de la Coupe du monde 1994
- Vainqueur de la Copa América en 1997
- Finaliste de la Copa América en 1991

CA Bragantino
- Champion de l'État de São Paulo en 1990

Deportivo La Corogne
- Champion d'Espagne en 2000
- Vainqueur de la Coupe d'Espagne (Copa del Rey) en 1995 (sans jouer) et 2002
- Vainqueur de la Supercoupe d'Espagne en 1995 (sans jouer), 2000 et 2002

## Statistiques
- 1987-1989 : Guarani FC ( Brésil, 1 match de championnat, 0 but[6])
- 1990-1992 : CA Bragantino ( Brésil, 61 matchs de championnat, 0 but[6])
- 1992-2005 : Deportivo La Corogne ( Espagne, 369 matchs de championnat, 1 but[6])